# Stenhøj (Tolne)

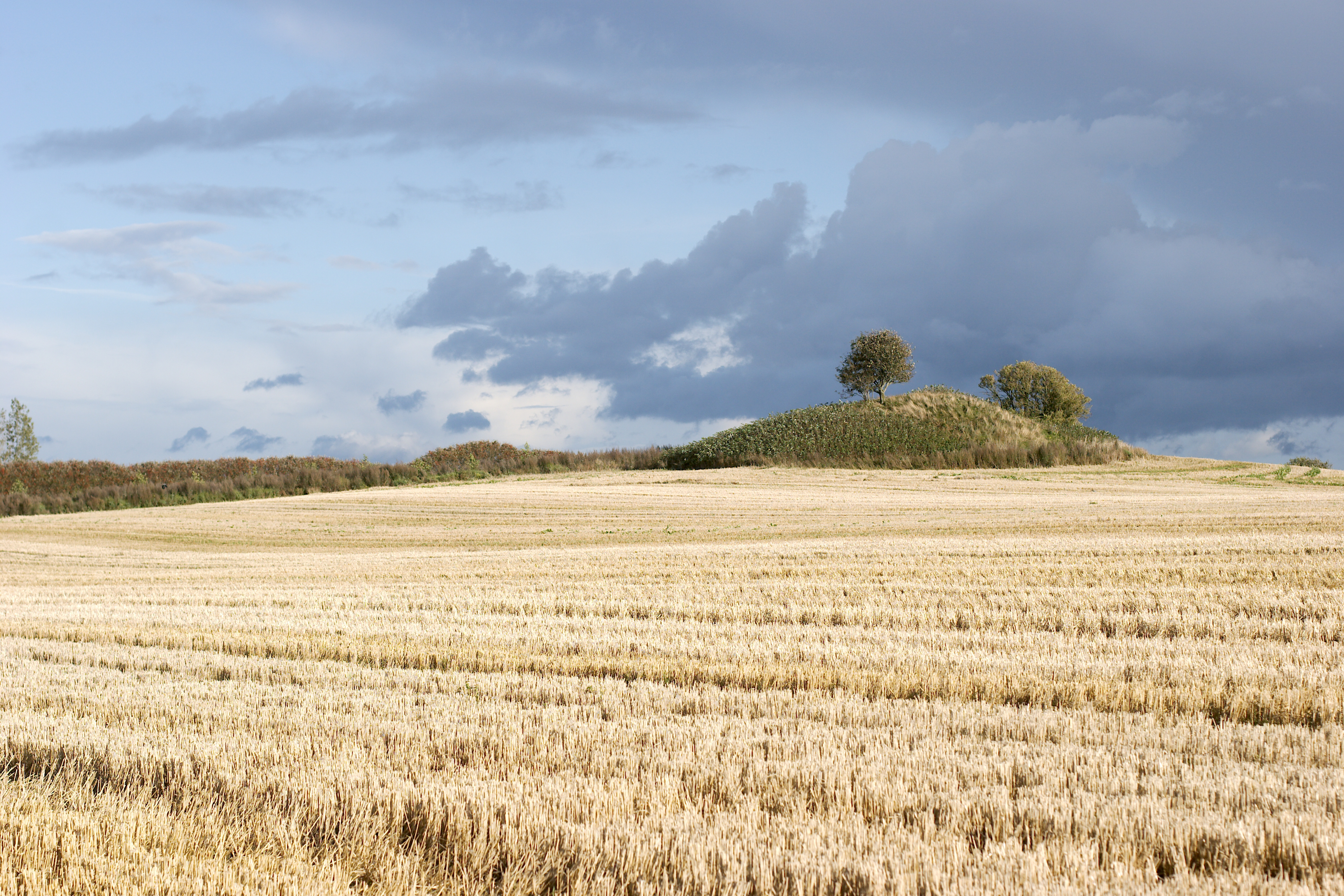
Stenhøj

Der Nordost-Südwest-orientierte Stenhøj ist ein geschützter Langdysse, 400 m nördlich von Tolne Kirkeby, zwischen Hjørring und Frederikshavn in Vendsyssel in Nordjütland in Dänemark. Er stammt aus der Jungsteinzeit etwa 3500–2800 v. Chr. und ist eine Megalithanlage der Trichterbecherkultur (TBK). Anlagen dieses Namens liegen auch bei Asdal (Norwegen), Boulstrup, Bråe By, Bygholm, Daugård, Ertebjerg, Flovstrup, Gundestrup, Hejring, Højen, Horneby, am Horsensfjord, Østrup, Rønninge, Sandbjerg, Skalmstrup, Skjoldborg, Skringstrup, Stenløse, Store Rørbæk, Thorsager und bei Tyrrestrup.
Vor der Restaurierung des mit etwa 35,0 m nicht sehr langen, 7,0 m breiten und 1,0 m hohen Hünenbettes des Stenhøj wurde eine kleine Ausgrabung durchgeführt, bei der die etwa mittig im Untergrund in einer Grube liegende eine Kammer Ziel der Untersuchungen war. Eine derartige Konstruktion wurde bisher nicht im Zusammenhang mit Dolmenkammern in Langhügeln angetroffen. Der Hügel aus homogenem Sand ohne erkennbare Torfstruktur war stark erodiert. 19 ansehnliche Randsteine (etwa die Hälfte der einstigen Anzahl) sind teilweise in situ erhalten. Die Ausdehnung des Hünenbettes wurde durch die Standspuren der Steine bestimmt.

## Kammer und Gang
Die in etwa zentral gelegene Kammer war durch Steinraub gestört worden. Es fanden sich die Spuren entfernter Kammer- und Gangsteine (darunter der Deckstein), die zusammen mit den erhaltenen Steinen einen rechteckigen Grundriss mit zwei Steinen auf beiden Langseiten und einem Stein als Rückwand der Kammer belegen. Die Störung hat alle Spuren des ursprünglichen Fußbodens beseitigt. Es konnte kein Schwellenstein nachgewiesen werden. Die Innenmaße der Kammer können mit etwa 2,7 × 1,25 m angegeben werden. Die Kammer hatte einen kurzen Gang, der aus zwei Steinen bestand. Die Höhen des Gangsteins und des nördlichen Steins der Kammer betrugen 1,59 bzw. 2,12 m. Außerhalb der Kammer fanden sich teilweise intakte Steindichtungen. Ein Schnitt durch diese und die Bodenebenen von Kammer-, Gang- und Randsteinen des Hügels zeigt, dass die Kammer in einer bis zu 0,83 m tiefen Baugrube platziert wurde.
Bei Untersuchungen außerhalb der Randsteine wurden 1972 im Gelände südlich der Anlage Reste von 50 Gefäßen gefunden. Südöstlich von Randstein-Nr. 19 und darunter befand sich eine Grube mit einem Durchmesser von 1,25 m und einer Tiefe von etwa 0,8 m im Untergrund. Am nordöstlichen Ende des Hünenbettes befand sich eine runde Einfassung mit zwei Steinschichten. In der oberen befand sich ein Brandfleck und in der unteren eine Urnenverbrennung.

## Funde und Datierung
Bei der Ausgrabung von 1838 wurden in der Kammer drei Pfeilspitzen aus der Dolchzeit, vier Bernsteinperlen und eine Gehirnschale gefunden. Der Bau der Kammer kann anhand der Funde nicht datiert werden. Es handelt sich um einen Rechteckdolmen, der auf das Ende des frühen Neolithikums oder den Beginn des mittleren Neolithikums 3900–3200 datiert werden kann. Die eingetiefte Baugrube kann als Ausdruck einer frühen Bautechnik angesehen werden. Der Aufbau ist aus Jütland und Norddeutschland bekannt.